# Bulbophyllum meliphagirostrum
Bulbophyllum meliphagirostrum là một loài phong lan thuộc chi Bulbophyllum.